# Tik Tu
Tik Tu — український музичний інді-гурт з Тернополя.

## Історія
«Tik Tu» було створено у 2014 році учасниками тернопільського гурту «Nameless» Наталкою Багрій та Романом Божком. Дещо пізніше до них приєднався Олександр Драчук. Свій перший живий концерт колектив відіграв у травні 2014 року. Гурт «Tik Tu» відвідав чимало музичних фестивалів (Jazz Koktebel, Файне місто, Zaxidfest, Бандерштат, Coda Fest), виступив на відкритті «Книжкового Арсеналу» та фестивалю короткометражок «Kyiv Short Film Festival», відіграв концерти у Польщі та Нідерландах. «Tik Tu» поєднує синт-поп, інді-поп та електроніку, присутні також мотиви фанку, даб-степу, народної музики. Усі музиканти гурту вміють грати одразу на декількох музичних інструментах. В музичному арсеналі «Tik Tu» є скрипки, флейти, гітари, орган, банджо, електронні семплери.
У 2016 році в Тернополі вийшов перший альбом гурту — «Shuma». До релізу увійшли пісні українською, англійською та литовською. У створенні альбому брали участь і запрошені музиканти: Павло Нечитайло написав текст до композиції «Колихана» та зіграв у ній на калімбі, Олександр Марусяк виконував партії тромбону. Альбом Shuma відразу посів перші позиції у підсумкових рейтингах найкращих платівок року і отримав схвальні відгуки критиків.
У 2017 році композиція «Маленькі малюсіки» тернопільського гурту потрапила до рекламного ролика весняно-літньої колекції британського незалежного дому моди Wolf & Badger.
На початку 2019 року світ побачив другий повноформатний альбому гурту під назвою Ulitakis.

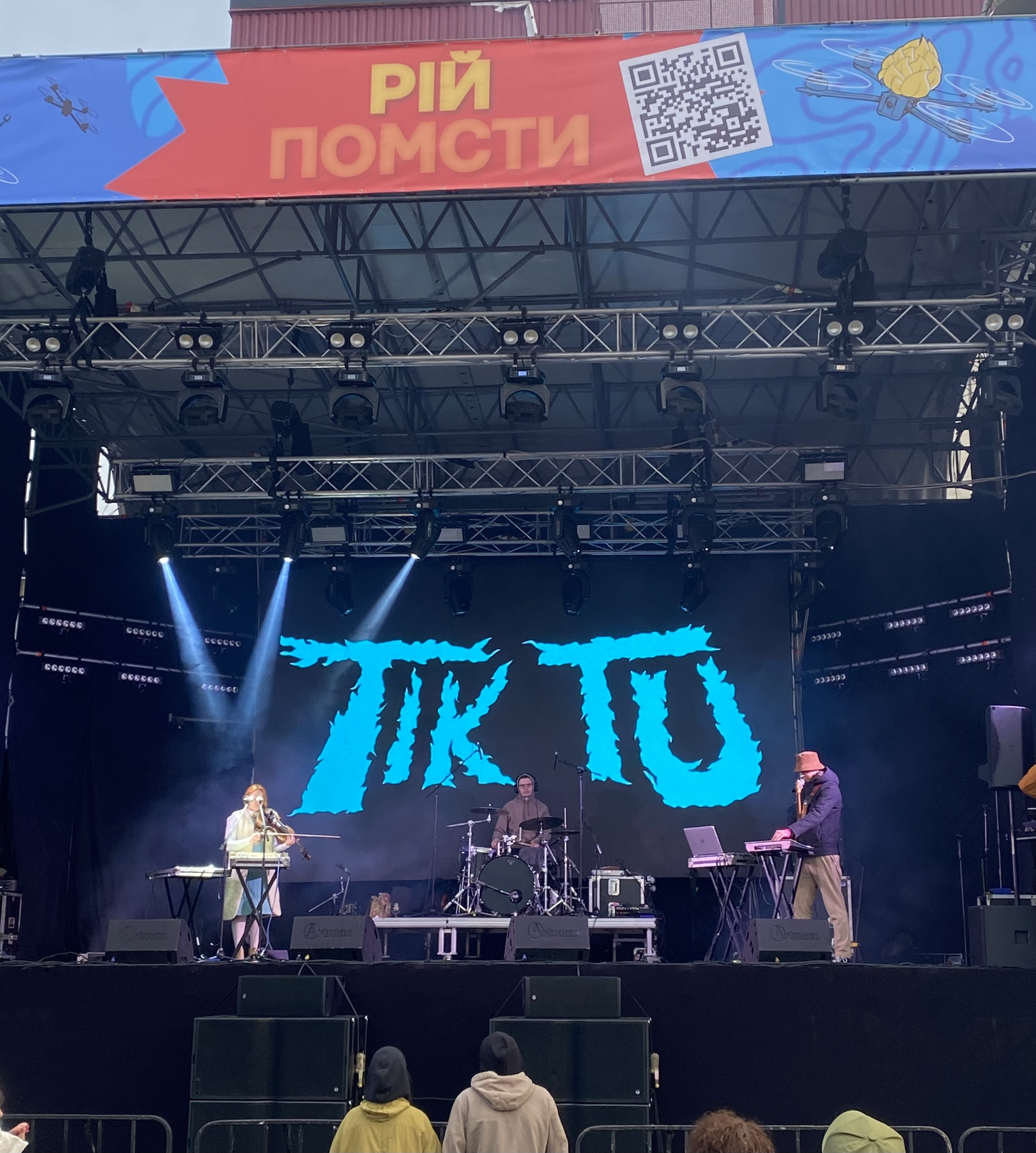
Tik Tu на Craft Beer & Vinyl Festival, Львів, 2025

## Походження назви
Назву гурту довелось придумувати спонтанно. Коли Наталку з Романом почали запрошувати на концерти, назви проекту ще не було. Дует працював над музичним матеріалом і не замислювався про це. Для виступу на найближчому концерті в анонсі потрібно було вказати назву гурту. Оскільки членів гурту було тільки двоє — назва напросилася сама собою. «Тік Тu» в перекладі з литовської означає «тільки ти», мовляв, «хто ще буде зі мною грати і слухати мої мотиви?».

## Склад гурту
Зараз до складу гурту входять такі музиканти:
- Наталка Багрій — вокал, флейта, альт, клавішні;
- Роман Божко — бас, клавішні, програмування;
- Лесик Драчук — ударні.

## Дискографія
Студійні альбоми:
- 2016 — «Shuma»[12]
- 2019 — «Ulitakis»[10]

Сингли:
- 2015 — «Твоє Моє»[1]
- 2020 — «Sitimamenya»
- 2020 — «Nicho Ne Hochu»
- 2021 — «Aero»